# Нікколо Макіавеллі
Нікколо́ ді Берна́рдо дей Макіаве́ллі  (також Мак'яве́ллі, італ. Niccolò di Bernardo dei Machiavelli; 3 травня 1469, Флоренція — 21 червня 1527, Флоренція) — державний секретар Флоренції, політичний діяч, мислитель, гуманіст, поет і драматург епохи Відродження. Він найбільш відомий своїм політичним трактатом «Державець» (Il Principe), написаним біля 1513 року, але опублікованим лише в 1532 році. Його часто називають батьком сучасної політичної філософії та політології.
Протягом багатьох років він обіймав державні посади у Флорентійській республіці, відповідаючи за дипломатичні та військові справи. Писав комедії, карнавальні пісні, вірші. Він працював секретарем Другої канцелярії Флорентійської республіки з 1498 по 1512 рік, коли Медічі були позбавлені влади.
Після смерті Макіавеллі його ім’я і пізніший термін макіавеллізм часто використовують для характеристики безпринципної політики на зразок тої, що Макіавеллі рекомендував у своїй найвідомішій праці «Державець». Макіавеллі описав аморальну поведінку: нечесність й вбивство невинних, як нормальну й ефективну в політиці. Він навіть закликав до таких дій у багатьох ситуаціях. Сумнозвісна знаменитість книги витікає з твердження, що вона дає «злі поради тиранам, щоб допомогти їм утримати владу». Ця книга посіла позицію під номером 31 у Рейтингу 100 найкращих книг усіх часів за версією журналу «Ньюсвік».
Хоча термін макіавеллізм асоціюється з політичними махінаціями, підступом і реальною політикою, його твори мали великий вплив на авторів епохи Просвітництва і відродили інтерес до класичного республіканізму. Зокрема, такі мислителі як Барух Спіноза, Жан-Жак Руссо та Дені Дідро, стверджували, що Макіавеллі був радше республіканцем навіть тоді, коли писав «Державця», і його твори дали натхнення демократичній політичній філософії епохи Просвітлення. Менш відома праця «Міркування про першу декаду Тіта Лівія» (написана біля 1517 року), як вважається, проклала дорогу сучасному республіканізму. Політичний реалізм Макіавеллі продовжував впливати на покоління вчених і політиків, включаючи Ганну Арендт і Отто фон Бісмарка.

## Біографія
Макіавеллі народився у Флоренції у сім'ї Бернардо ді Нікколо Макіавеллі (1426—1500), адвоката, і Бартоломії ді Стефано Нелі (1441—1496). У нього було дві старші сестри — Прімавера (1465), Маргарита (1468), та молодший брат Тотто (1475). Отримав добру освіту, відмінно знав латинську та італійську класику. Був знайомий з працями Тита Лівія, Йосипа Флавія, Цицерона, Макробія. Макіавеллі не вивчав давньогрецької, але читав латинські переклади Фукідіда, Полібія і Плутарха, з яких черпав натхнення для своїх історичних трактатів.
Після 1494 року за республіканського режиму не міг обиратись на політичні посади, роботу на оплачуваній посаді в канцелярії отримав завдяки своєму досвідові, на основі якого створив свій славетний новий політичний метод.
Життя Макіавеллі можна розділити на три основні періоди:
- 1469–1498 роки: дитинство і юність у Флоренції за часів правління Лоренцо де Медичі, а після вигнання його сина П'єро де Медичі в 1494 році 4 бурхливі роки республіканського правління під проводом монаха-домініканця Джироламо Савонароли;

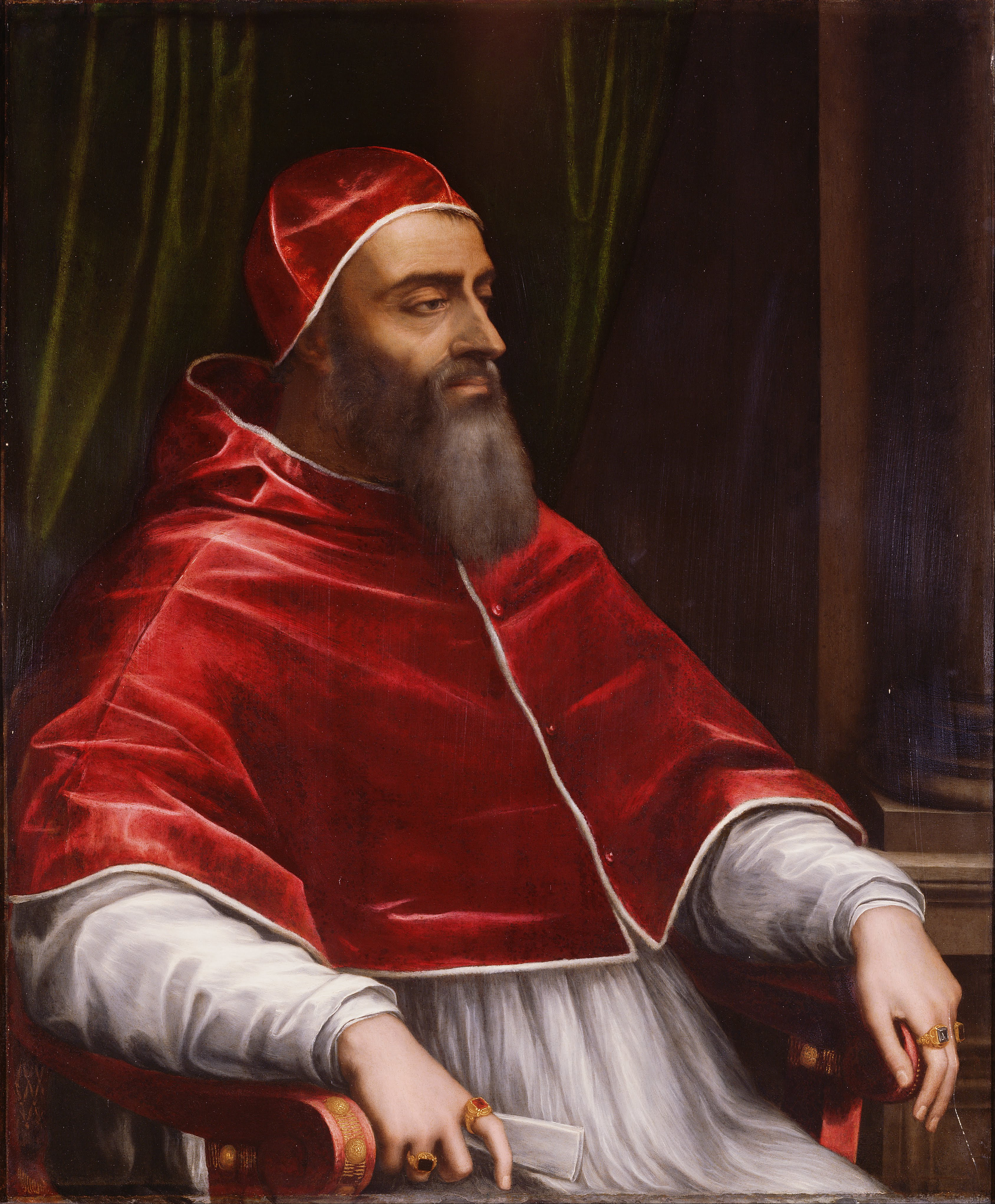
Портрет Джуліо де Медичі, папи римського Климента VII

- 1498–1512 роки: активна політична діяльність на чолі другої канцелярії, а після 1502 року — зближення з новим постійним главою держави П'єтро Содерині; упродовж цього періоду Макіавеллі також був секретарем військового магістрату Десятьох, секретарем нового органу ополчення Дев'ятьох, до створення якого 1506 року він доклав великих зусиль, а також урядовим посланником — він брав участь у близько 35 дипломатичних місіях, включаючи 4 місії до Франції (1500–1511) та Сієни (1501–1510), дві до Чезаре Борджіа (1502), до папського двору (1503 та 1506), а також одну до німецького імператора (1507–1508);

- 1512–1527 роки: втрата посади й нетривале ув'язнення після відновлення правління Медічі, початок літературної кар'єри; «…оскільки доля вирішила, що я не здатний говорити ні про шовк, ані про вовну, ні про прибутки, ані про втрати, я мушу говорити про політику (lo stato)». У 1503—1506 роках був відповідальним за флорентійську міліцію, включаючи захист міста. Він не довіряв найманцям (позиція, роз'яснена детально в «Міркуваннях про першу декаду Тіта Лівія» і в трактаті «Державець») і віддавав перевагу ополченню, сформованому з громадян. У серпні 1512 після низки заплутаних битв, угод і союзів Медічі за допомогою Папи римського Юлія II відновили свою владу у Флоренції і республіка була скасована. Макіавеллі, що грав істотну роль в уряді республіки, потрапив у опалу, 1513 його звинуватили у змові й арештували. Незважаючи ні на що, він відкидав свою причетність і був врешті-решт звільнений. Він віддалився в свій маєток в Сант'Андреа в Перкуссіні[en] біля Флоренції й почав писати трактати, які забезпечили йому місце в історії політичної філософії. Макіавеллі помер 1527 в Сан-Кашано, за кілька кілометрів від Флоренції. Розташування його могили невідоме; проте кенотаф на його честь перебуває в Церкві Санта-Кроче у Флоренції.

За допомогою трактату «Державець» Макіавеллі досяг прихильності Медічі. 1520 року кардинал Джуліо де Медичі замовив йому написати історію Флоренції, а також «Роздуми» — проект промови уряду Флоренції з нагоди смерті Лоренцо, герцога Урбіно.
Після виконання низки незначних доручень за межами Флоренції у травні 1526 року, за рік до падіння режиму Медічі у Флоренції, його призначили керівником наглядачів за укріпленнями.
Макіавеллі помер 21 червня 1527 року, через 11 діб після невдалої спроби повернутись на свою стару посаду в канцелярії після відновлення республіканського правління.

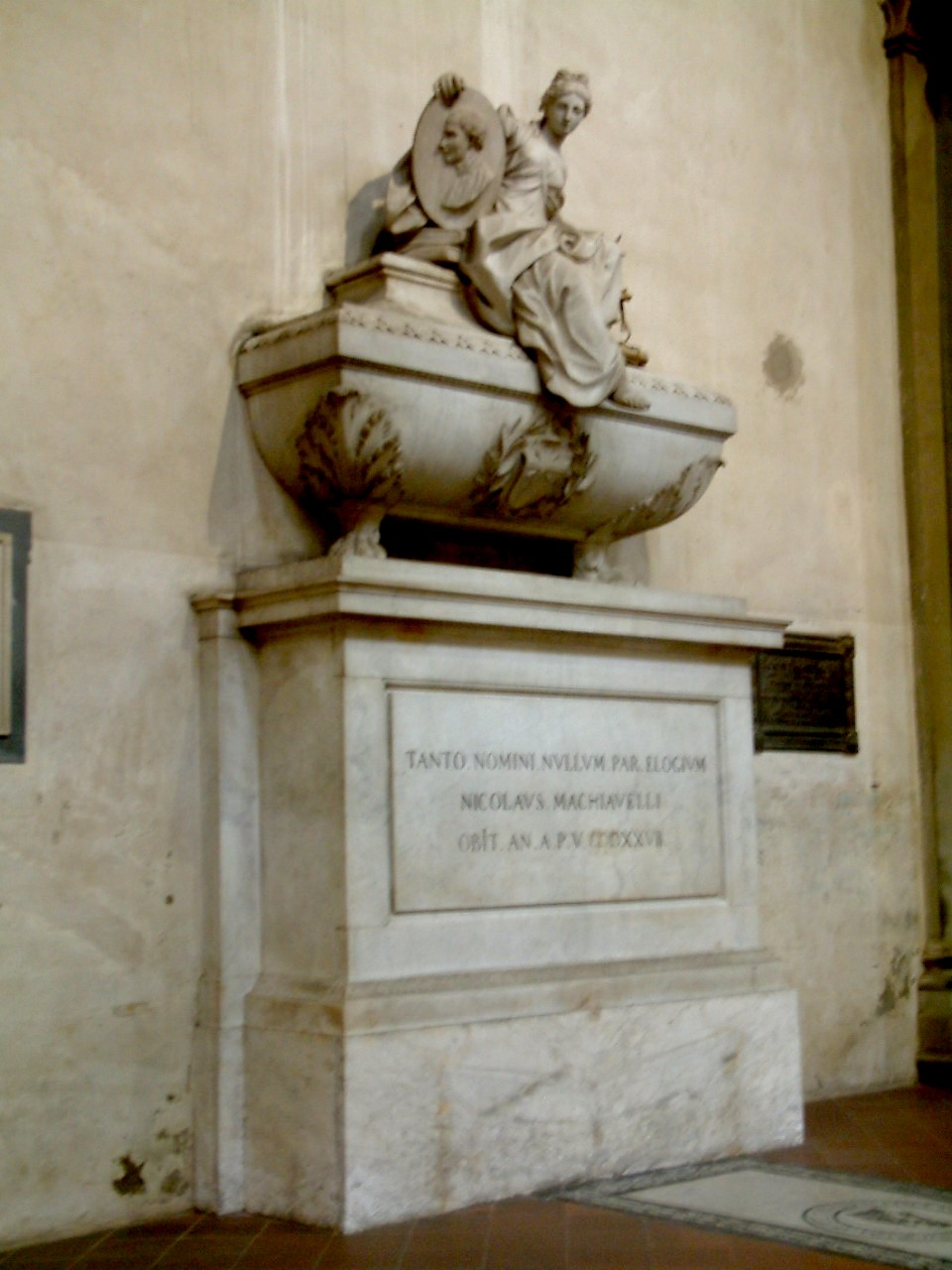
Кенотаф (порожня почесна могила) Макіавеллі в церкві Санта Кроче, Флоренція

## Сім'я та нащадки
У шлюбі Макіавеллі мав багато дітей. Зараз в Італії живуть його прямі нащадки, серед них — акторка Ніколетта Макіавеллі, а також її сестра, модель Лудовіка Раньйоні Макіавеллі, відома тим, що її викрали у 1985 р., але відпустили після суспільного розголосу.

## Ідейна спадщина
Макіавеллі відомий двома своїми трактатами: написаною 1513 року працею «Державець» з посвятою Лоренцо де Медічі в 1515–1516 роках й опублікованою 1531 року, а також працею «Роздуми з приводу перших 10 книг Тита Лівія», створеною приблизно в 1513–1517 роках з посвятою двом республіканцям — Занобі Буондельмонті та Козимо Ручеллаі — вона була опублікована в 1531 році.
До політичної спадщини Макіавеллі також належить створена приблизно 1520 року й опублікована 1521 року праця «Arte della guerra» («Мистецтво війни») і різноманітні твори на політичні теми, включаючи «Роздуми» («Discursus», 1520), звіти про виконання дипломатичних місій, листи, «Флорентійські хроніки» («Istorie Fiorentine») тощо.
Усі твори Макіавеллі перебували у папському каталозі з 1557 по 1850 рік[джерело?].
Макіавеллі зажив слави політичного теоретика насамперед завдяки новому «науковому методу», про який Девід Юм писав у своєму начерку: «Цю політику можна звести до науки» як «одну з тих вічних політичних істин, що їх не змінюють ні час, ні випадок»[джерело?]; по-друге, завдяки доктрині моральної стійкості та цілеспрямованості, що спричинилася до появи дієслова «макіавеллізувати», що означає «практикувати макіавеллізм, або ж здійснювати хитру витончену політику»[джерело?]; по-третє, завдяки теорії політичного республіканізму, яка справила значний вплив на англійську й американську політичну думку XVII та XVIII століть[джерело?]
У середині XX століття з'явилося понад 20 основних концепцій політичної творчості Макіавеллі, а бібліографія налічує понад 3000 праць.
Хоча Макіавеллі й був обмежений гуманістичною вірою в циклічність історії, він розгорнув складніший економічний та соціальний аналіз проблеми конфлікту в своїй праці пізнього періоду «Istorie Fiorentine». Нарівні з цим аналізом і природним детермінізмом Макіавеллі стоїть його теорія держави як органічної системи, що керується власними законами розвитку і задовольняється самовиправданням з огляду на свій розквіт. Це спонукало німецького ліберального історика ідей Фрідріха Майнеке в 1924 році назвати його «першою людиною, яка відкрила справжній raison d'etat (державний інтерес)». Як послідовно доводив Гайнц Пост, концепції суспільної необхідності та ratio publicae utilitatis (суспільної корисності) були добре відомі в пізньому Середньовіччі, але на відміну від свого сучасника Гвічардіні (1483–1540) Макіавеллі не вживав вислову ragione de stato (державний інтерес) і не стверджував, що мета виправдовує засоби; скоріше він твердив, що успіх правителя підтверджується вердиктом народу, і йому пробачать ужиття певних заходів, якщо це призведе до успіху, бо в політиці, «де не існує морального суду, судять за результатами». У всякому разі, якщо й не настільки своєрідне, як про це твердив Майнеке, проте часте вживання Макіавеллі слова stato (держава) та наголос на необхідності розмежування успішної політичної діяльності і традиційної моралі свідчать про його завбачливість в усвідомленні проблем, що виникали під тиском зростання влади світської держави…
Потреба в гнучкості заважала Макіавеллі дати однозначний розв'язок проблеми державного устрою. Самодержці потрібні для заснування й реформування держави, республіканський уряд краще підходить для підтримання встановленого порядку («Роздуми», І, 58). Однак попри труднощі, що привертали стільки уваги, з узгодженням прореспубліканських «Роздумів» із «Державцем», учення Макіавеллі, як показали Покок і Скіннер, є послідовно республіканським як на практичному, так і на ідеологічному рівнях. Республіки не тільки здатні краще пристосовуватись до швидкозмінних обставин завдяки своєму різнорідному громадянству, а й надають людським істотам можливість брати участь у політичних справах і військових кампаніях, що краще забезпечує повноту їх самореалізації («Роздуми», II, 2; про міське ополчення, важливу тему політичної теорії Макіавеллі, див. «Державець», гл. 12, «Роздуми», І, 4 та «Arte della guerra»)…
Моделлю для Макіавеллі слугувала Римська республіка, і хоч у ті часи та згодом його звинувачували в некритичному захопленні Римом і бракові реалізму, створене ним 1506 року міське ополчення та його проект державного устрою Флоренції 1520 року показали практичну значущість його ідей. У руках Макіавеллі і його сучасників класичний республіканізм також слугував засобом виправдання зростання державної могутності; 1520 року Макіавеллі написав у «Роздумах»: «Я переконаний в тому, що найвищий подвиг, який можна звершити і який є наймилішим для Бога, — це те, що ти зробив для власної країни». Нещодавно Галлюїнґ доводив, що республіканець Макіавеллі пропонує жорстку теорію силової політики, яка цілковито збігається з політичною аргументацією, висунутою в «Державці». Важливу роль у сучасних дослідженнях відіграє концептуальний аналіз, за допомогою якого Скіннеру нещодавно вдалося розв'язати проблему республіканізму Макіавеллі: «Державець» і «Роздуми…» потребують різного підходу як складові двох різних літературних традицій з відмінними призначеннями. Аналіз способів уживання Макіавеллі таких понять, як gloria, virtu, fortuna (слава, чеснота, доля) тощо, допоміг прояснити його політичний лексикон, тоді як з огляду на соціальний і «гендерний» підходи його політичну думку намагаються інтерпретувати в ширшому контексті.

## Основні твори
- Володар (італ. Il Principe, 1513).
- Міркування про першу декаду Тіта Лівія (італ. Discorsi sopra la prima deca di Tito Livio, 1513—1519).
- Про військове мистецтво (італ. Dell'arte della guerra, 1519—1520).
- Флорентійські хроніки (італ. Istorie fiorentine, 1520—1525).
- Життя Каструччіо Кастракані (італ. Vita di Castruccio Castracani da Lucca, 1520)

## Переклади українською
Вперше українською «Державця» переклав Михайло Островерха, який переклав назву книги як «Володар». Цей переклад з'явився друком у 1934 році у книгозбірні львівського часопису «Літературно-науковий вісник» з ініціативи тодішнього редактора — Дмитра Донцова. Ось як про це згадує сам Михайло Островерха:
«Було це під весну 1934. На Академічній, у Львові, припадково, стрінув я д-ра Дмитра Донцова, редактора „Вістника“. Привіталися. Він поспитав — як довго зупинюся я у Львові, коли вертаюся до Риму й зараз же поставив справу: чи не схотів би я перекласти на українське „Іль Прінчіпе“ Макіавеллія, а він це видасть. Припускаю, що, на це предложення, очі в мене блиснули радістю: знову Донцов сягає глибше й дальше поза наше ґетто? Очевидно, я вхітно погодився на це».
Виправлений та доповнений переклад Островерхи знову вийшов у 1976 року в нью-йоркському видавництві G.A Press з обкладинкою роботи Едварда Козака.
Вдруге твір Макіавелі переклав з італійської Анатолій Перепадя, який переклав назву книги як «Державець». Цей переклад з'явився друком у 1998 році в київському видавництві «Основи». У 2007 та 2013 роках харківське видавництво «Фоліо» перевидало переклад Перепаді.
Втретє твір Макіавелі переклала з італійської Валентина Балог, яка переклала назву книги як «Державотворець». Цей переклад з'явився друком у 2015 році в київському видавництві «Арій».

### Список видань
- Микола Макявель. Володар. Переклад з італійської: Михайло Островерх. Львів: Книгозбірня Вістника, 1934. 117 стор.
  -  (передрук) Ніккольо Макіявеллі. Володар. Переклад з італійської: Михайло Островерх. Нью-Йорк: G. A. Press, 1976. 162 стор.
- Нікколо Макіавеллі. Флорентійські хроніки. Державець. Переклад з італійської: Анатоль Перепадя. Київ: Основи, 1998. 492 стор. — ISBN 966-500-101-9
  - (передрук) Нікколо Макіавеллі. Флорентійські хроніки. Державець. Переклад з італійської: Анатоль Перепадя; передмова: Ада Бичко. Харків: Фоліо, 2007. 511 стор. — ISBN 978-966-03-3847-0
  - (передрук) Нікколо Макіавеллі. Флорентійські хроніки. Державець. Переклад з італійської: Анатоль Перепадя; передмова: Ада Бичко. Харків: Фоліо, 2013. 511 стор. — ISBN 978-966-03-3849-4
  - (передрук) Нікколо Макіавеллі. Флорентійські хроніки. Державець. Переклад з італійської: Анатоль Перепадя. Харків: Будинок друку, 2013. 470 стор. — ISBN 978-966-97238-5-7
- Нікколо Макіавеллі. Державотворець. Переклад з італійської: Валентина Балог. Київ: Арій, 2015. 223 стор. (Антологія мудрості) — ISBN 978-966-498-396-6